# Tenerife Challenger 2024
Il Tenerife Challenger 2024 è stato un torneo maschile tennis professionistico. È stata la 5ª edizione del torneo, facente parte della categoria Challenger 100 nell'ambito dell'ATP Challenger Tour 2024, con un montepremi di 120 000 €. Si è giocato dal 15 al 21 gennaio 2024 sui campi in cemento dell'Abama Tennis Academy di Guía de Isora, in Spagna.

## Partecipanti

### Teste di serie
| Nazionalità | Giocatore             | Ranking* | Testa di serie |
| ----------- | --------------------- | -------- | -------------- |
| Italia      | Fabio Fognini         | 105      | 1              |
| Spagna      | Pedro Martínez        | 114      | 2              |
| Francia     | Benoît Paire          | 117      | 3              |
| Stati Uniti | Brandon Nakashima     | 128      | 4              |
| Brasile     | Felipe Meligeni Alves | 153      | 5              |
| Spagna      | Pablo Llamas Ruiz     | 162      | 6              |
| Finlandia   | Otto Virtanen         | 168      | 7              |
| Francia     | Antoine Escoffier     | 170      | 8              |

* Ranking all'8 gennaio 2024.

### Altri partecipanti
I seguenti giocatori hanno ricevuto una wild card per il tabellone principale:
- Fabio Fognini
- Martín Landaluce
- Pol Martín Tiffon

I seguenti giocatori sono passati dalle qualificazioni:
- Denis Yevseyev
- Valentin Royer
- Javier Barranco Cosano
- Michael Geerts
- Samuel Vincent Ruggeri
- Guy den Ouden

## Punti e montepremi
| Torneo    | Torneo              | V      | F     | SF    | QF    | 2T    | 1T    | Q | Q2  | Q1  |
| Singolare | Punti               | 100    | 50    | 25    | 14    | 7     | 0     | 4 | 2   | 0   |
| Singolare | Premi in denaro (€) | 16 020 | 9 415 | 5 555 | 3 240 | 1 900 | 1 160 | – | 580 | 290 |
| Doppio    | Punti               | 100    | 50    | 25    | 14    | –     | 0     | – | –   | –   |
| Doppio    | Premi in denaro (€) | 6 845  | 4 050 | 2 400 | 1 420 | –     | 800   | – | –   | –   |

## Campioni

### Singolare
Brandon Nakashima ha sconfitto in finale  Pedro Martínez con il punteggio di 6–3, 6–4.

### Doppio
Vasil Kirkov /  Luis David Martínez hanno sconfitto in finale  Karol Drzewiecki /  Piotr Matuszewski con il punteggio di 3–6, 6–4, [10–3].